# 屍鬼 (小說)
《屍鬼》是日本小說家小野不由美的小說作品，以及同名改編的漫畫及動畫作品。1998年由新潮社出版單行本（上下冊），2002年以新潮文庫出版文庫本（共五冊）。第52回日本推理作家協會賞長編部門候補作品。
改編的漫畫由漫畫家藤崎龍於2007年12月14日出版的《Jump SQ》（2008年1月號）開始連載。動畫版於2010年7月8日開始播映。

## 故事简介
外場村是一個幾乎與外界隔絕的村落，虽然距离大城市只有一小时的车程，但是很少與外界接触。這裏的村民一直都保留着土葬和其他古老的傳統習俗。
於八月份晚，村民舉行送蟲祭的晚上，村民發現一輛神秘的搬運公司貨車正駛入村子。不久村民發現住在山入的三名長者離奇死亡，屍體被野狗咬得殘缺不全。之後村子裏不斷地有村民離奇死亡和搬遷。正當大家討論着連大屋一起新搬進來的一戶人家之時，尾崎醫院院長敏夫和寺院副住持靜信開始調查令村民離奇死亡的“傳染病”，發現了驚人的內幕，屍鬼故事由此開始……

## 名詞解釋
屍鬼
死者的屍體變成的怪物，没有心跳和呼吸卻能活動，保留生前的記憶與人格。要靠吸食人類的血液來持續這個狀態。具有某種程度的再生能力，也不會衰老，但是腦部受到破壞、大量失血或長期不吸血就會死去。白天會陷入昏睡狀態，夜晚則能自由行動，在黑暗中也能看清物體，亦能輕易爬上建築物的牆上。
在小說中下顎長有一對長牙以供吸血，漫畫裡則改為上顎。被屍鬼吸血的人會受到精神控制，感到恐懼、以為自己做惡夢，而且不能抵抗屍鬼。雖然屍鬼一次的吸血量不大，但是持續多次或眾多屍鬼一起圍攻還是會使人失血而死。
被屍鬼吸血而死的人有機會可以變成屍鬼，之後曬到陽光皮膚便會灼傷，害怕十字架、護身符、神社等有關宗教的事物，並不會造成實質上的傷害，也不能未經人類許可就闖入人類家中，包括生前的家也必須受邀請才能進入；能否變成屍鬼和體質有關。
村民稱復活的屍鬼為「惡鬼」。
人狼
屬於屍鬼亞種，有脈搏和呼吸，不畏懼陽光，也可以靠一般的食物來維持生命，五感和體能也高於人類，但是沒有吸血就無法使出人狼該有的力量，也可以說是具有屍鬼特性的人類。
被屍鬼吸血而死的具有成為屍鬼能力的人有機會变成人狼，人狼不需要人类许可便能到处活动。
人狼是在未完全死亡時就開始變化，與屍鬼的死亡後復甦不盡相同，因此不像一般屍體需等待多日；而根據辰巳推測人狼其實是屍鬼的正確形態，屍鬼是變不成人狼的瑕疵品。
外場村
由伐木工人開闢的村子。被分為上下兩個部分，共七個部落。四百戶，人口約一千三百多人。
上外場、中外場、門前、下外場、外場，水口以及位於深山的山入。
山入
位於深山中，是進入山區前的補給站，但伐木業衰退後，住戶漸漸搬出。現今只餘下兩戶，合共三人。
尾崎醫院
兼正
位于門內的西洋房屋。
送蟲祭
目的是為了將害蟲，瘟神趕離村子。
治喪互助會
高砂運輸

## 人物介紹

### 主要人物
室井靜信（聲優：興津和幸）
主人公之一。32歲，單身，是個以寫作小說為副業的僧侶，村民皆稱他副住持。與尾崎敏夫和安森幹康一同長大。性格溫厚的理想主義者。於大學時期自殺未遂。
小說的主人公。在創作一部名為《屍鬼》的小說。很早察覺到了屍鬼的存在，和屍鬼的領袖－沙子多次接觸。自願變成屍鬼。漫畫、動畫中於變化前帶著沙子逃竄躲回家中，間接害死家中所有人。最後變成人狼，殺了在深山教堂即將除掉沙子的大川富雄後，開車帶著沙子逃離外場村。
尾崎敏夫（聲優：大川透）
主人公之一。32歲，尾崎醫院院長，也是靜信的好朋友。村民以少醫生做為稱呼。
察覺到屍鬼的存在，得知屍鬼的所做所為對村民們造成的傷害。之後為找出殺死屍鬼的方法，在妻子屍變後毫無向妻子解釋原由，便直接無情的對屍變的妻子恭子做出各種死亡試驗。
動畫、漫畫中被兼正家女主人桐敷千鶴吸血，並被下銷毀病人病歷的暗示，最後成功欺騙千鶴前往祭典，右手臂的咬傷揭露出自己已先被夏野吸血，從頭到尾敏夫其實並未受到千鶴暗示，並藉此向村民說明屍鬼的存在與除去方法，且帶領著村民殺死在村子內的屍鬼。
桐敷沙子（聲優：悠木碧）
主人公之一。住在兼正的洋房的少女，外表年齡13歲。喜欢静信的小说。自称患有SLE（全身性红斑狼疮）。经常在暗夜里穿着繁复华丽的蕾絲裙装獨自活動或來找静信。
在很久以前被狼人殺死而变成屍鬼，多年来為了排除飢餓和想活下去做理由，不斷捕食對自己親切的善良的人，之後慢慢集結屍鬼同伴。閱读静信的散文而發现了外場村，希望以此为基地建立屍鬼的社會，但是遭到敏夫帶領村民反攻而失敗。
生存了极长的时间，从她的表现看不出活了上百、上千年食人怪物該有的穩重感與压迫感，也没有一般頭目常有的强大战斗能力，能力与一般的屍鬼没有两样，甚至还不如人狼或强壮的人类。
屍鬼們的領主，最后被静信所救而逃離村子。
結城夏野（聲優：內山昂輝）
15歲，高中1年級，討厭外場村也討厭自己的名字，因為父母嚮往田間生活所以才從城裡搬到外場村。由於雙親沒有登記結婚，戶籍姓氏是母親小出。根據本人的說法，夏野的名字源自於古代的貴族。
是最早發現屍鬼存在的人，也察覺到好友徹是被死而復生的清水惠給殺死，而自己最後被徹吸血導致死亡。
原作中沒有復活。在動畫及漫畫中，夏野是主人公之一，他在被徹吸血後沒有死亡而是變成人狼，後來與尾崎敏夫聯手計劃向屍鬼反擊，意圖消滅所有屍鬼，包括好友徹與自己也在內。
動畫中與辰巳掉入地獄谷，並點燃炸藥與辰巳同歸於盡，漫畫版則是夏野與辰巳在掉入地獄谷之後被谷底的石柱刺穿身體後失血過多致死。
清水惠（聲優：戶松遙）
15歲，高中1年級女學生。是個嚮往大都市的女孩，暗戀著結城夏野，但僅止於單相思。和田中薰是從小一起長大的朋友。被千鶴吸血致死，死而復生成屍鬼。
因為妒嫉武藤徹能和夏野這麼要好，襲擊武藤徹吸取鮮血使其血液量不足休克死亡。
經由辰巳告知夏野與自己生前好友田中薰頻繁接觸心生嫉妒，接受辰巳指令襲擊田中薰的父親使其屍鬼化，一步一步精神折磨田中薰以及薰的家人。
最終仍然沒逃出外場村，在國道上被村民們釘上木樁而亡，動畫中是被村民用耕耘機碾過頭和手，最後再釘上木樁。
武藤徹（聲優：岡本信彥）
18歲，在尾崎醫院工作的武籐家長男，夏野的朋友。個性善良，對在醫院工作的律子抱有好感。
被惠襲擊吸血，死後變成屍鬼。在辰巳的命令下去襲擊夏野，但因抱持的罪惡感，沒對夏野使用暗示。對自己為吸血殺害好友夏野感到愧疚自責。
動畫與漫畫中原本希望能說服律子吸血，但最後仍然不敵律子的意志力而放走安代，與律子一起迎接死亡。
村迫 正雄（聲優：高橋伸也）
17歲，村迫家末子，膽小但心胸狹窄且自我中心，忌妒大嫂的兒子而常常欺負他。
似乎喜歡著清水惠，因此極為討厭夏野，對夏野明知道小惠喜歡他卻故意無視的態度極為不滿。
被圖畫管理員柚木襲擊變成屍鬼。
變成屍鬼後個性與生前一樣，被屍鬼化的小惠說成是最沒用的屍鬼，變成屍鬼之後好幾天才學會襲擊人類。
最後意圖逃回家裡向大嫂求救，但仍被大嫂給釘殺。
田中薰（聲優：長嶋阳香）
15歲，小惠的同學。中學三年級。
與弟弟昭透過夏野得知屍鬼的存在。
在漫畫版因為父母雙亡加上弟弟下落不明，在精神近於崩潰時覺得清水惠一定會來殺死田中家裡唯一的她而準備反擊，但襲來的卻是變成屍鬼的父親，在打倒父親之後昏迷，醒來時與弟弟昭在醫院中休養。
田中昭（聲優：川上慶子）
13歲，薰的弟弟。中學一年級。
與夏野和姊姊薰一起得知屍鬼的存在。
漫畫版因打聽到死而復生的前田嚴的去處，一度想在他沉睡時殺死他但卻被辰巳抓到，正當要被成為前田嚴的吸血對象時被已經成為狼人的夏野所救。
動畫中在快被吸血時雖沒明確演出獲救，但之後辰巳懷疑是夏野所救並將之藏匿，最終話時與姊姊在溝邊町的醫院休養。

### 外場村的居民們

#### 旦那寺
室井信明（聲優：丸山詠二）
靜信的父親，寺院的主持，因中風一直臥病在床。
常年癱瘓，不願就這樣死去而向屍鬼的領袖寫信邀請，被殺死並變成了屍鬼。但是變成屍鬼後還是無法活動，因為變成屍鬼後的身體只是保持在變異前的狀態。
動畫中在大川富雄打開藏身處的房屋大門後，表示想要一死解脫，曝曬過多陽光而死。
室井美和子（聲優：安藝建子）
靜信的母親，本姓山村。
動畫中因靜信躲回家中，被村民懷疑包庇保護沙子的靜信，被當作為屍鬼的協助者而被村民們殺害。
田所克江
光男的母親。
田所光男
負責處理寺院的雜務。
池邊
信明的弟子，村外的通勸人員。
鶴見
信明的弟子，已婚。死後變成屍鬼。
角
信明的弟子，村外的通勤人員。住在溝邊町，家中次男，是和旦那寺同宗派的佛寺。

#### 尾崎醫院
尾崎孝江
尾崎敏夫之母。
動畫中因為屍鬼化的大川篤認知到千鶴是被敏夫陷害而死，憤而到尾崎醫院殺害孝江當作報仇。
尾崎恭子
尾崎 敏夫之妻。在溝邊町開了一家古董精品店，平常住在溝邊町，偶然才會回到外場村。
與婆婆孝江關係不好。
動畫中被屍鬼攻擊，死後變成屍鬼，被尾崎敏夫作為研究殺死屍鬼方法的實驗品而被不斷凌虐。最後被敏夫用木樁釘死。
國廣律子（聲優：佐佐木望）
28歲，護士。
前往醫院的夜晚途中，偶然目擊發現到屍鬼化的安森奈緒行蹤身影。
連日跟隨尾崎醫師身邊觀察之下，自己猜測尾崎可能察覺屍鬼的存在，曾一度想與尾崎商談卻作罷。
接到同事清美的求救電話，打電話向尾崎醫師告知清美的求救後，帶著家犬太郎奔向清美家，卻也因此遭屍鬼襲擊。
死後變成屍鬼，但因本身會當護士就是為了拯救更多的人，認為捕食人類與自己的精神理念背道而馳，不想做出後悔再怨恨自己的事情，便強忍飢餓感拒絕襲擊人類。
最後在天亮睡著時與徹一起被村民抬出，被村民釘上木樁死亡。
武藤（聲優：内匠靖明）
醫療事務長。徹三兄妹的父親。
橋口安代（聲優：沢田泉）
護士。
小說與漫畫中被辰巳抓來當做屍鬼化的律子的糧食，因為律子一直努力忍耐克制，還未遭到吸血。
動畫中被抓來當作屍鬼化的律子的糧食，但徹在律子的要求下，無可奈何的將安代放出，逃離野狗攻擊後成功與尾崎敏夫和村民碰面，說出屍鬼的躲藏處後，來不及說出遇見律子和徹的事情。
下山（聲優：高橋英則）
放射技師。
十和田（聲優：増田隆之）
事務。
井崎聰子（聲優：岡田榮美）
護士，通勤員工，非外場居民。
與雪是相當要好的朋友及同事，因為同事雪失蹤一事，而尾崎醫師卻像是耳邊風般的態度感到不諒解，最後辭職(暗示遇害)。
汐見雪（聲優：葉山郁美）
護士，通勤員工，非外場居民。與同事聰子是很要好的朋友。
某日下班後即行蹤不明，按照原作整體劇情形式，不排除已經遭屍鬼襲擊遇害。
永田清美（聲優：池谷香）
護士。遭到屍鬼綁架抓走。有一個女兒（6歲）。
高野藤代
臨時工，負責清掃和雜務。
關口美紀
臨時工。

#### 上外場
後藤田吹
後藤田秀司的母親，村迫 秀正的妹妹。除了秀司外孩子皆已搬離外場村。膝蓋患有關節炎。
被變成屍鬼的兒子—秀司襲擊，死後沒有復活。
後藤田秀司（39）
後藤田吹的兒子。未婚，與母親同住。
在某天進入山入探望舅父—村迫秀正後回家病倒，在死亡後變成屍鬼。

#### 中外場

##### 結城 小出家
結城（聲優：遠藤大輔）
夏野的父親。在大學時與小出在一起並生下夏野，不喜欢婚姻制度因此並未登記結婚，与妻子梓是同居人关系。曾经一直在都市生活，認為鄉下對於自身有幫助，带着妻子和上中学的夏野來到外場村。對於任何的宗教習俗感到厭煩，認為這是裝神弄鬼。
動畫中因看見妻子離開的字條後，並認為自己沒聽田中姊弟勸告而害死夏野，受到打擊而精神崩潰，之後看見夏野人狼化復活知曉屍鬼一事(但處瘋癲狀態)，於動畫最後似乎恢復清醒，與橋口安代一起在站牌處等公車遇見矢野加奈美後一同搭車。
小出梓（聲優：石川綾乃）
夏野的母親。夏野的户籍姓氏随母姓为小出。在與未登記結婚的丈夫生下夏野後，認為鄉下對於自身有幫助，带着上中学的夏野來到外場村。
動畫中最後留下字條說看到夏野死亡，受不了丈夫和這個村子下離開村子，當時已經被屍鬼所控制，似乎也遇害了。

##### 武藤家
武藤保（17）（聲優：內匠靖明）
武籐家次男，徹的弟弟。高校2年級。
武藤葵（18）（聲優：齊藤佑圭）
武籐家長女。高校3年級，就讀商業科。
武藤靜子

##### 其他
廣澤（ひろさわ）
外場中學的英文老師。家有一妻一女，女兒四歲。
廣澤豐子（ひろさわ とよこ）
高俊之母。
廣澤高俊（ひろさわ たかとし）
豐子之子。28歳。突然提出辭職、死亡
廣澤麻由美（ひろさわ まゆみ）
已婚（舊姓「大川」）。
廣澤武子（ひろさわ たけこ）
聲：安藝建子
開文具店。
廣澤隆文（ひろさわ たかふみ）
務農、已婚。

#### 下外場

##### 清水家
清水武雄（聲優：石川 ひろあき）
小惠的父親。對自己親生女兒不明原因的死亡相當傷痛。
在尾崎敏夫設局讓千鶴來到神社情形之下，經由尾崎敏夫透露得知千鶴是令女兒小惠死亡的兇手，与大川富雄联手处决了千鹤。对女儿感情很深。
寬子
小惠的母親。
清水 德郎
小惠的祖父。

##### 田中家
田中佐知子（聲優：安芸けい子）
薰跟昭的母親。遭到屍鬼化的丈夫襲擊吸血。
田中良和（聲優：中田隼人）
田中 薰跟昭的父親，村公所職員。被惠襲擊變成屍鬼。本性良善的外场村居民之一。
田中薰
田中昭

##### 大川家
大川富雄（聲優：石井康嗣）
大川酒店店主。家有三子，長男篤，次男豐，長女瑞惠
篤每次做錯事就會遭受他的教訓。生氣發怒的樣子有如明王降世般的威嚴氣魄。
動畫中最後準備殺死沙子時，被靜信殺害．
大川篤（聲優：松田健一郎）
大川富雄的兒子。
因好色而被千鶴襲擊，死後變成屍鬼，並在得到屍鬼力量後得意忘形隨意濫殺。
動畫中父親富雄得知兒子篤屍鬼化，並因兒子為了千鶴對敏夫復仇而殘殺敏夫母親後，便決意親手解決掉變成敗類的兒子．
大川和子
富雄的妻子。

##### 其他
前田 巌（まえだ いわお）
声 - 菅生隆之
勇的父親，元子的公公。和元子的關係十分惡劣。身強體壯很少生病。變成屍鬼後、被辰巳教唆，朝田中昭襲撃(未成)。除了元子以外的前田家成員，儿子勇，孙女志保梨，妻子登美子，孙子茂树全都慘遭他的殺害。小说中被反击的村民发现在一处空置的住宅中，田中昭的尸体被他草草掩盖，被村民唾弃连小孩子都不放过，带着怒意将其处决。
前田 登美子（まえだ とみこ）
声 - 横尾まり
勇的母親。和元子的關係十分惡劣，時常欺負元子。厭惡醫生，被丈夫吸血而死。
前田 勇（まえだ いさみ）
声 - 中田隼人
元子的丈夫。負責JA勤務、和清水武雄為同事，被父親吸血而死。
前田 元子（まえだ もとこ）
声 - 阪本智美
勇的妻子，千草休息站兼職工，被公婆欺壓的可憐人，育有兩個孩子—志保梨、茂樹，於兩個孩子死後精神崩潰，為向公公復仇放火燒山，自己也被燒死。
前田 茂樹（まえだ しげき）
声 - 五十嵐裕美
勇與元子的兒子。小學生（低年級），被吸血後與母親躲在浴室慢慢虛弱而死，死後沒屍變。
前田 志保梨（まえだ しおり）
声 - 金元寿子
勇與元子的女兒。6歲（小學生），被爺爺吸血而死。
前田 時夫（まえだ ときお）
勇的年長表兄弟。消防員。
前田 利香（まえだ りか）
時夫的妻子。和元子同歲。
田代
田代書局店長，是村子裡唯一的書店。
田代留美
田代的妻子。

#### 水口
長谷川
在外場區的商店街經營咖啡廳—creole。
長谷川千代美
長谷川的妻子。

#### 門前

##### 安森家
●本家（丸安木料廠）【村民檔案 NO.24~27】和也、淳子、一成、厚子。
安森義一
徳次郎之兄，一成的父親。患有柏金遜症，死於肺炎。
安森一成
安森厚子
安森宗家成員，丸安建材行一成的妻子，是位歷資深的看護。
安森和也
安森淳子（聲優：野浜たまこ）
安森本家媳婦。
●分家（安森建材行）
安森德次郎（聲優：塾一久）
節子的丈夫，對奈緒如子女一樣。消防團的團長，被奈緒吸血而死。。
安森節子（聲優：澤田敏子）
德次郎的後妻，對奈緒如子女一樣。寺中的女信眾，是信眾的代表之一，被奈緒吸血而死。。
安森幹康（聲優：中田隼人）
奈緒的丈夫。與敏夫和靜信是兒時的玩伴，被奈緒吸血而死。
安森奈緒（聲優：伊藤美紀）
分家的媳婦，嫁給幹康前是個有著人渣父母的可憐孩子，被千鶴捕食後變成屍鬼，因害怕寂寞，而想與感情好的家人一起生活便捕食了全家人，但卻一個都沒有屍變，最後抱著罪惡感被村民捕殺。
安森進（聲優：中隈志保）
幹康、奈緒之子，被吸血而死。

##### 伊藤家
伊藤郁美（聲優：楢橋美紀）
有通靈能力，在動畫中帶領部分居民要求兼正家離開村子，被身為人類的桐敷正志郎出面駁斥之而未成功，最後被變成屍鬼控制的居民騙出家門失蹤。
伊藤玉惠
郁美的女兒，約35歲，是個軟弱又很在意他人眼光的人，對於郁美的行為感到十分困擾。動畫中由村民的對話當中，顯現出母女均已失蹤。

##### 其他
加藤雪江
裕介的祖母。
加藤裕介
小學一年級。家中是水電行，母親早逝。

#### 山入
村迫三重子
村迫秀正的妻子，在秀正和義五郎病倒時曾下山至尾崎醫院取藥。
村迫秀正
後籐田吹的兄長。
大川義五郎
村迫老夫婦的鄰居，患有高血壓。大川富雄的伯父。

#### 外場

##### 村迫家
村迫宗秀（聲優：增田隆之）
管轄外場地區的人，正雄的父親。村迫米店的老闆。
村迫宗貴（聲優：塚田正昭）
村迫家長男。
村迫博巳（聲優：鈴木美咲）
宗貴和智壽子的兒子，小學3年級。被屍鬼襲擊後死亡。
村迫 智壽子（聲優：寺門真希）
宗貴之妻，在最後為了替孩子復仇而擊殺回家求助的正雄。
村迫智香
宗貴和智壽子的女兒，小學2年級。

#### 其他
矢野加奈美 （聲優：野濱玉子）
汽車餐館千草的老闆，因知道村民在獵殺屍鬼而將母親藏匿。
矢野 妙  （聲優：片貝薰）
加奈美的母親。死而復生變成屍鬼回到家中，似乎不清楚屍鬼的事情而未捕食過人，於飢餓難耐一時失去理智時，才發現自己對女兒受傷流的血有捕食反應，之後為怕女兒受害而硬忍著飢餓感，最後被精神崩潰的前田元子向村民告密後捕殺。
高見
駐留警官，被屍鬼吸血而死。
竹村多律
下外場竹村文具店老闆。
佐藤笈太郎
竹村文具店常客，木工。
石田（聲優：中田隼人）
村公所保健負責人。失蹤。
清水雅司
在外場和上外場邊界經營著自己的苗圃清水園藝，兒子隆司於8月23日死亡。
小池昌治
中外場治喪主委。
松村安造
大川酒店店員。
加藤義秀
千代
門前町雜貨鋪
田茂定市
擔任外場校區區長會會長一職，於漫畫第19話登場
國廣綠
國廣律子的妹妹
松尾高志
松尾潤
松尾靜
操縱人偶並使用腹語說話的狂妄又傲慢的小女孩。屍鬼，負責教育武藤徹。
速見
葬儀社經營者，小說中是狼人，動畫中是協助屍鬼的人類。

### 兼正
桐敷正志郎（聲優：GACKT）
住在兼正的洋房的主人。
協助屍鬼的人類。為屍鬼的領袖－沙子提供大量的資金和應急的食物。
動畫中與夏野對峙，被夏野吸血後受到＂殺了人狼後自殺＂的暗示，射殺人狼佳枝後，走入燃燒中的兼正家迎接死亡，漫畫版則是在對佳枝開槍之後因抵抗暗示而開槍自盡。
桐敷千鶴（聲優：折笠愛）
住在兼正的洋房的夫人。自称患有SLE（全身性红斑狼疮）而不能曬陽光。
屍鬼，中了敏夫的计谋，被清水武雄杀死，由此揭开了村民向屍鬼反攻的序幕。
辰巳（聲優：高木涉）
住在兼正的洋房裡的僕人。
人狼，長年来服侍并保護沙子。“人狼”的名称是沙子根据他所起的，意為“不是吸血鬼而服侍吸血鬼的不死生物”。负责领导其它的屍鬼进行活动。
動畫中為讓沙子和靜信逃脫而自願擔任誘餌，最後與夏野纏鬥掉入地獄谷中，被夏野點燃的炸藥炸死，漫畫則是與夏野一同被地獄谷底下的石柱刺穿身亡。
倉橋佳枝（聲優：喜多村英梨）
桐敷家的女管家，小說中是屍鬼，漫畫、動畫中是人狼，與辰巳一樣是負責指揮屍鬼的人。
漫畫中因被夏野吸血而控制的正志郎用槍轟了腦袋，在重傷之際仍指揮著屍鬼眾，最後在敏夫帶領的村民時發現，數位村民靠近時引爆綁在身上的炸彈死亡，意圖將敏夫等人同歸於盡。 動畫中直接被正志郎爆頭射殺。
江渕
桐敷家的家庭醫生，屍鬼，在下水道被發現並被殺死。

## 相關資料

### 死亡時間
| 日期            | 姓名（年齡）      | 居住地 | 死因         |
| --------------- | ----------------- | ------ | ------------ |
| 8月1日 星期一   | 大川 義五郎（77） | 山入   | 死因不明     |
| 8月1日 星期一   | 村迫秀正（75）    | 山入   | 死因不明     |
| 8月5日 星期五   | 村迫三重子（68）  | 山入   |              |
| 8月6日 星期六   | 後藤田秀司（39）  | 上外場 |              |
| 8月11日 星期四  | 廣澤高俊（28）    | 中外場 | 急性心臟衰竭 |
| 8月15日 星期一  | 清水惠（15）      | 下外場 | 贫血         |
| 8月17日 星期三  | 安森義一（74）    | 門前   | 肺炎         |
| 8月18日 星期四  | 大冢康幸（35）    | 下外場 | 急性肝臟衰竭 |
| 8月21日 星期日  | 後藤田吹（67）    | 上外場 |              |
| 8月23日 星期二  | 清水隆司（41）    | 外場   |              |
| 8月28日 星期日  | 安森奈緒（26）    | 門前   |              |
| 8月29日 星期一  | 太田健治          | 外場   |              |
| 8月29日 星期一  | 高見              |        |              |
| 9月10日 星期六  | 安森幹康（28）    | 門前   |              |
| 9月12日 星期一  | 松村康代（25-26） |        |              |
| 9月17日 星期六  | 武藤徹（20）      | 中外場 |              |
| 9月19日 星期一  | 村迫博已          |        |              |
| 9月19日 星期一  | 大川茂            |        |              |
| 9月21日 星期三  | 村迫正雄          |        |              |
| 9月22日 星期四  | 加藤義秀          | 外場   |              |
| 9月28日 星期三  | 行田悅子          | 上外場 |              |
| 10月4日 星期二  | 安森節子          | 門前   |              |
| 10月9日 星期日  | 結城夏野          | 中外場 |              |
| 10月10日 星期一 | 尾崎恭子          | 門前   |              |
| 10月12日 星期三 | 安森德次郎        | 門前   |              |
| 10月12日 星期三 | 田茂廣也          |        |              |
| 10月13日 星期四 | 田中良和          | 下外場 |              |

### 村民的搬遷
搬離：
| 日期       | 地點                                   | 戶名             | 人數 |
| ---------- | -------------------------------------- | ---------------- | --- |
| 八月八日   | 中外場—三村家的土地 （山入的山腳一帶） | 前原             | 前原 瀨津（獨居老人） |
| 不明       | 中外場—三村家的土地 （山入的山腳一帶） | 豬田             | 豬田元三郎、其妻子 |
| 不明       | 中外場—三村家的土地 （山入的山腳一帶） | 安森             | 安森美鈴（獨居老人） |
| 八月廿九日 | 派出所                                 | 高見             | 秀子（妻子）與兩名孩子 |
| 不明       | 上外場                                 | 筱田             | 母女兩人 |
| 不明       | 上外場                                 | 支倉             | 支倉糸子 |
| 九月十二日 |                                        | 大澤（郵局）     | 夫婦兩人 |
| 九月十八日 | 門前（門前與上外場的交界處）           | 松尾（又稱境松） | 松尾高志、 松尾康志（高志之父）、 松尾靜（長女）、 松尾潤（長子）                                                          |
|            | 中外場的最南邊                         | 安森（又稱三安） | 安森誠一郎、 安森米子（妻子）、 弘二（兒子）、 安森日向子（媳婦）                                                          |
|            | 中外場的最南邊                         | 小池             | 小池 保雄（兒子）、 媳婦、 小池 董子（長孫女；小薰的同學）、 小池 郁生（小孫子；11歲）； （小池 昌治的家人，但昌治被留下） |
| 九月十六日 | 中外場                                 | 慶澤             | 慶澤豐子（慶澤高俊之母）                                                                                                   |

搬入：
| 日期     | 地點                                | 戶名       | 人數                                                                                                  |
| -------- | ----------------------------------- | ---------- | --- |
| 約14年前 | 中外場                              | 武藤       | 武籐、 武籐靜子（妻子）、 武籐徹（長子）、 武籐葵（長女）、 武籐保（次子）                            |
| 三年半   |                                     | 長谷川     | 長谷川、 長谷川 千代美（妻子）                                                                        |
| 一年前   | 中外場                              | 結城，小出 | 結城、 小出 梓（同居人）、 小出 夏野（兒子）                                                          |
| 八月九日 | 外場部落西北高坡上 （又稱兼正之家） | 桐敷       | 桐敷正志郎、 桐敷千鶴（妻子）、 桐敷沙子（女兒）、 辰巳（傭人）、 倉橋佳枝（傭人）、 江渕（家庭醫生） |

## 出版書籍

### 小說
- 單行本（新潮社：精裝書、1998年9月發行）
  - 上卷 - ISBN 4-10-397002-2
  - 下卷 - ISBN 4-10-397003-0

| 冊數  | 新潮社        | 新潮社             | 尖端出版社     | 尖端出版社         | 吉林出版     | 吉林出版               |
| 冊數  | 發售日期      | ISBN               | 發售日期       | ISBN               | 發售日期     | ISBN                   |
| ----- | ------------- | ------------------ | -------------- | ------------------ | ------------ | ---------------------- |
| 第1卷 | 2002年1月30日 | ISBN 4-10-124023-X | 2004年4月29日  | ISBN 957-10-2884-3 | 2012年7月1日 | ISBN 978-7-5463-9345-2 |
| 第2卷 | 2002年1月30日 | ISBN 4-10-124024-8 | 2004年7月13日  | ISBN 957-10-2904-1 | 2012年7月1日 | ISBN 978-7-5463-9346-9 |
| 第3卷 | 2002年2月28日 | ISBN 4-10-124025-6 | 2004年12月25日 | ISBN 957-10-2924-6 | 2012年7月1日 | ISBN 978-7-5463-9347-6 |
| 第4卷 | 2002年2月28日 | ISBN 4-10-124026-4 | 2005年1月18日  | ISBN 957-10-2948-3 | 2012年8月1日 | ISBN 978-7-5463-9348-3 |
| 第5卷 | 2002年2月28日 | ISBN 4-10-124027-2 | 2005年7月26日  | ISBN 957-10-3027-9 | 2012年8月1日 | ISBN 978-7-5463-9349-0 |

### 漫畫
| 卷數 | 集英社        | 集英社                 | 尖端出版社     | 尖端出版社           | 正文社        | 正文社             |
| 卷數 | 發售日期      | ISBN                   | 發售日期       | EAN                  | 發售日期      | ISBN               |
| ---- | ------------- | ---------------------- | -------------- | -------------------- | ------------- | ------------------ |
| 1    | 2008年7月4日  | ISBN 978-4-08-874549-3 | 2010年9月2日   | EAN 471-7702-23523-3 | 2010年2月24日 | ISBN 9789882108479 |
| 2    | 2008年7月4日  | ISBN 978-4-08-874550-7 | 2010年11月16日 | EAN 471-7702-23524-6 | 2010年3月24日 | ISBN 9789882108844 |
| 3    | 2008年10月3日 | ISBN 978-4-08-874585-X | 2010年12月16日 | EAN 471-7702-23738-7 | 2010年4月22日 | ISBN 9789882108974 |
| 4    | 2009年2月4日  | ISBN 978-4-08-874645-7 | 2011年1月19日  | EAN 471-7702-23773-8 | 2010年5月19日 | ISBN 9789882109049 |
| 5    | 2009年7月3日  | ISBN 978-4-08-874707-0 | 2011年2月10日  | EAN 471-7702-23774-5 | 2010年6月18日 | ISBN 9789882109438 |
| 6    | 2009年10月2日 | ISBN 978-4-08-874744-5 | 2011年3月22日  | EAN 471-7702-23775-2 | 2010年7月19日 | ISBN 9789882109636 |
| 7    | 2010年2月4日  | ISBN 978-4-08-870007-4 | 2011年4月15日  | EAN 471-7702-23776-9 | 2010年8月6日  | ISBN 9789882109841 |
| 8    | 2010年7月2日  | ISBN 978-4-08-870077-5 | 2011年5月21日  | EAN 471-7702-23777-6 | 2010年9月30日 | ISBN 9789888068234 |
| 9    | 2010年10月4日 | ISBN 978-4-08-870121-9 | 2011年6月9日   | EAN 471-7702-23778-3 |               | ISBN 9789888068784 |
| 10   | 2011年2月4日  | ISBN 978-4-08-870199-8 | 2011年7月20日  | EAN 471-7702-24115-5 |               | ISBN 9789888069576 |
| 11   | 2011年7月4日  | ISBN 978-4-08-870267-4 | 2011年11月19日 | EAN 471-7702-24417-0 |               | ISBN 9789888070343 |

## 電視動畫

### 配音員
- 結城夏野：內山昂輝
- 尾崎敏夫：大川透
- 室井静信：興津和幸
- 清水恵：戶松遙
- 桐敷沙子：悠木碧
- 辰巳：高木涉
- 桐敷正志郎：GACKT
- 武藤徹：岡本信彦
- 武藤葵：齊藤佑圭
- 武藤保：内匠靖明
- 村迫正雄：高橋伸也
- 田中薰：長嶋遙
- 田中昭：川上慶子
- 國廣律子：佐佐木望
- 桐敷千鶴：折笠愛

### 製作團隊
- 導演：網野哲郎
- 系列構成：杉原研二
- 人物設計、總作畫監督：越智信次
- 美術監督：立田一郎
- 色彩設計：澀圭子、馬庭由佳
- 攝影監督：佐佐木正典
- 音響監督：網野哲郎
- 音樂：高梨康治
- 製作人：阿部愛、井上貴允、尾崎紀子、磯野英夫
- 動畫製作：童夢
- 製作：屍鬼製作委員會（Aniplex、富士電視台、集英社、電通、DAX International）

### 主題歌
片頭曲
- （第1話 - 第11話）

作詞 - 櫻井敦司 / 作曲 - 今井寿 / 編曲・歌 - BUCK-TICK
- （第12話 - 第22話）

作詞・作曲 - kanon / 編曲 - kanon、涌井啓一、千葉直樹 / 歌 - kanon×kanon
片尾曲
- （第1話 - 第11話）

作詞 - nangi / 作曲・編曲 - 末光篤（SUEMITSU & THE SUEMITH） / 歌 - nangi
- （第12話 - 第22話）

作詞 - 櫻井敦司 / 作曲 - 今井寿 / 編曲・歌 - BUCK-TICK

### 各話列表
| 話數         | 劇本       | 分鏡     | 演出     | 作畫監督                                                 |
| ------------ | ---------- | -------- | -------- | -------------------------------------------------------- |
|              | 杉原研二   | 井出安軌 | 土屋康郎 | 慎吾泰史                                                 |
|              | 杉原研二   | 小澤一敬 | 小林孝志 | 山本健一朗、大和田直之 木下由美子                        |
|              | 石川雅美   | 山崎高志 | 福本潔   | 渡邊奈月                                                 |
|              | 平林佐和子 | 井出安軌 | 岡村正弘 | 輿石曉                                                   |
|              | 新宅純一   | 小澤一敬 | 寺澤伸介 | 石川真理子、寺澤伸介                                     |
|              | 杉原研二   | 山崎高志 | 土屋康郎 | 酒井智史                                                 |
|              | 新宅純一   | 小林孝志 | 小林孝志 | 渡邊浩二                                                 |
|              | 高木登     | 小澤一敬 | 福本潔   | 渡邊奈月                                                 |
|              | 石川あさみ | 寺澤伸介 | 寺澤伸介 | 寺澤伸介                                                 |
|              | 平林佐和子 | 小澤一敬 | 岡村正弘 | 輿石曉、鳥山冬美                                         |
|              | 新宅純一   | 山崎高志 | 福本潔   | 渡邊奈月                                                 |
|              | 高木登     | 池端隆史 | 土屋康郎 | 酒井智史、長谷川亨雄 佐藤敏明、都竹隆治 窪敏             |
|              | 平林佐和子 | 小澤一敬 | 秦義人   | 奥野浩行                                                 |
|              | 石川雅美   | 沼田誠也 | 米田和博 | 江上夏樹、清水勝祐                                       |
|              | 杉原研二   | 小澤一敬 | 福本潔   | 渡邊奈月                                                 |
|              | 杉原研二   | 松尾衡   | 岡村正弘 | 輿石曉、鳥山冬美 宮崎修治                                |
|              | 平林佐和子 | 小澤一敬 | 秦義人   | 奥野浩行                                                 |
|              | 杉原研二   | 寺澤伸介 | 寺澤伸介 | 澤崎誠、橋立佳奈 山田裕子                                |
|              | 杉原研二   | 小澤一敬 | 福本潔   | 渡邊奈月                                                 |
|              | 石川雅美   | 沼田誠也 | 嵯峨敏   | 君島幾智、輿石曉 能地清                                  |
| （TV未播放） | 高木登     | 松尾衡   | 寺澤伸介 | 山田步、君島幾智 鳥山冬美、渡邊奈月 寺澤伸介             |
|              | 新宅純一   | 寺澤伸介 | 土屋康郎 | 長谷川亨雄、酒井智史 小野陽子、舘崎大 野崎真一           |
| （TV未播放） | 杉原研二   | 網野哲郎 | 土屋康郎 | 長谷川亨雄、山田步 君島幾智、鳥山冬美                    |
|              | 杉原研二   | 網野哲郎 | 米田和博 | 小泉初榮、鳥山冬美 吉田伊久雄、福山敬之 宮崎修治、菊政芳 |

### 播放電視台
| 播放地區 | 播放電視台     | 播放日期                      | 播放時間（UTC+9）         | 備註                                       |
| -------- | -------------- | ----------------------------- | ------------------------- | ------------------------------------------ |
| 關東地區 | 富士電視台     | 2010年7月8日－12月30日        | 星期四 25時15分－25時45分 | 制作局 noitaminA第2部 #11與#12之間停播三周 |
| 近畿地區 | 關西電視台     | 2010年7月13日－2011年1月11日  | 星期二 26時05分－26時35分 | アニメわ〜く！第2部                        |
| 中京地區 | 東海電視台     | 2010年7月15日－2011年1月13日  | 星期四 26時35分－27時05分 |                                            |
| 熊本縣   | 熊本電視台     | 2010年7月26日－2011年1月31日  | 星期一 26時10分－26時40分 |                                            |
| 日本全國 | BS富士         | 2010年8月14日－2011年2月19日  | 星期六 25時30分－26時00分 | noitaminA第2部 衛星電視                    |
| 北海道   | 北海道文化放送 | 2010年10月17日－2011年4月17日 | 星期日 25時40分－26時10分 |                                            |

## 相關商品

### DVD、Blu-ray
| 卷數  | 發售日期       | 規格編號                              | 收錄話數 |
| ----- | -------------- | ------------------------------------- | -------- |
| 第1卷 | 2010年10月27日 | ANSB-9401（DVD） ANSB-9401（Blu-ray） |          |
| 第2卷 | 2010年11月24日 | ANSB-9403（DVD） ANSX-9403（Blu-ray） |          |
| 第3卷 | 2010年12月22日 | ANSB-9405（DVD） ANSX-9405（Blu-ray） |          |
| 第4卷 | 2011年1月26日  | ANSB-9407（DVD） ANSX-9407（Blu-ray） |          |
| 第5卷 | 2011年2月23日  | ANSB-9409（DVD） ANSX-9409（Blu-ray） |          |
| 第6卷 | 2011年4月6日   | ANSB-9410（DVD） ANSX-9410（Blu-ray） |          |
| 第7卷 | 2011年4月27日  | ANSB-9412（DVD） ANSX-9412（Blu-ray） |          |
| 第8卷 | 2011年5月25日  | ANSB-9413（DVD） ANSX-9413（Blu-ray） |          |
| 第9卷 | 2011年6月22日  | ANSB-9415（DVD） ANSX-9415（Blu-ray） |          |

### 原聲帶
- （アニプレックス） 2011年6月1日發售

### 書籍
- （集英社） 2010年7月2日發售 ISBN 978-4-08-782294-6

## 外部連結
- （日語）漫畫官網
- （日語）動畫官網 （页面存档备份，存于）
- PreViewBook模板的參數有誤，詳見Template:PreViewBook。